# Jorge Luis Pinto
Jorge Luis Pinto Afanador (San Gil, Santander, 16 de diciembre de 1952) es un entrenador de fútbol colombiano. Actualmente está sin equipo.

## Trayectoria

### Formación académica
Se graduó como licenciado en Educación Física de la Universidad Pedagógica Nacional en Bogotá en (1972) haciendo sus prácticas profesionales como preparador físico del entrenador Gabriel Ochoa Uribe en Millonarios.
Durante (1973 y 1975) estuvo en Brasil donde se especializó en la Universidad de São Paulo. Posteriormente hizo otra especialización en fútbol en Alemania en la Escuela Superior del Deporte entre (1981 y 1983).

### Clubes
Con tan solo 31 años de edad Pinto tiene su primera experiencia como entrenador en propiedad dirigiendo a Millonarios en el Campeonato colombiano 1984, en donde pierde el título frente al América de Cali, ya que el ítem de desempate era la bonificación. En su nómina contaba con jugadores de gran reconocimiento como: Alberto Vivalda, Juan Gilberto  Funes, José Van Tuyne, Arnoldo Iguarán entre otros. Para 1985 refuerza al equipo con Marcelo Trobbiani pero solamente dirige la primera parte del torneo y la Copa Libertadores.
Tiempo después dirigió a Santa Fe siendo candidato al título los años de 1986 y 1987 hasta dos fechas antes de su culminación.
En 1989 tiene una excelente campaña con el Unión Magdalena donde llega hacer subcampeón de la Copa Colombia y en la Liga logra clasificar al cuadrangular final, siendo el más firme rival de Millonarios que iba por su tricampeonato pero el torneo es cancelado antes de terminar el cuadrangular.
También dirigió al Deportivo Cali en una temporada.
En el año 1997 asume la dirección técnica de Alianza Lima de la Primera División del Perú, club con el cual logra ser campeón en el Campeonato Descentralizado 1997 después de 18 años. Un año más tarde, Millonarios se vuelve a hacer de sus servicios. Sin embargo, solamente dirigió un año, para luego volver a tomar las riendas de Alianza Lima donde obtiene el vicecampeonato en el Campeonato Descentralizado 1999. En 2001 se convierte en director técnico del Atlético Bucaramanga pero sin conseguir mayor éxito.
En 2002 llega a Costa Rica para dirigir a la Liga Deportiva Alajuelense y dirigiendo al 'cuadro manudo' logró adjudicarse el título de campeón en dos ocasiones (2002 y 2003). Luego en 2003 fue contratado para dirigir al Junior de Barranquilla, donde dirigió hasta 2004. Desde 2006 hasta 2011 dirigió clubes como el Cúcuta Deportivo con mucho éxito también, El Nacional de Ecuador, Deportivo Táchira de Venezuela, y nuevamente Junior de Barranquilla.

### Selección de Costa Rica

#### 2004 - 2005
El colombiano Jorge Luis Pinto tomó las riendas en la segunda fase que se inició con una dolorosa derrota en Alajuela ante Honduras 2 a 5 con dos goles de Andy Herron. Luego se perdió de visita ante Guatemala 1 a 2 con gol de Alonso Solís. Se le ganó a Canadá en el Estadio Ricardo Saprissa por 1 a 0, con gol de Paulo Wanchope y a Guatemala en el Saprissa por 5 a 0, con un hat trick de Paulo Wanchope, uno de Carlos Hernández y uno de Rolando Fonseca. Posteriormente Costa Rica derrotó a Canadá en Vancouver por 3 a 1, con goles de Paulo Wanchope, William Sunsing y Carlos Hernández y terminó esa ronda empatando a cero goles con Honduras en San Pedro Sula. Costa Rica avanzó a la hexagonal como primero de su grupo.
En el año 2005, Jorge Luis Pinto dirigió a la Selección de fútbol de Costa Rica que terminó campeona en la Copa Uncaf 2005 que se realizó en Guatemala. Dirigió la final en el Estadio Mateo Flores de la Ciudad de Guatemala, en el que la selección costarricense empataría 1-1 con Honduras ganando por penales, convirtiéndose en el quinto título de este certamen para la selección costarricense.
En la hexagonal final, se inició el camino con una derrota en el Saprissa ante México por 1 a 2 con gol de Paulo Wanchope, luego se venció a Panamá en el Saprissa por 2 a 1, con goles de Wayne Wilson y Roy Myrie. El empate cosechado en Puerto España ante Trinidad y Tobago (0-0) condenó a Jorge Luis Pinto y propició el retorno de Alexandre Guimaraes. Al final del hexagonal y ya con Guimaraes como entrenador, Costa Rica clasificó como tercer lugar, detrás de Estados Unidos y México.

### Selección Colombia
Lo eligieron como técnico de Colombia y en la Copa América de 2007, el equipo cafetero se ubicó en el Grupo C junto a las selecciones de Argentina, Estados Unidos y Paraguay. Se estrenó ante Paraguay cayendo 5-0. El segundo partido fue frente a Argentina. El partido finalizó 4-2 a favor de los albicelestes y Colombia quedó eliminada en fase de grupos.
Ya en las Eliminatorias a Sudáfrica 2010, empezó bien manteniendo un invicto de 6 fechas en la eliminatoria pero después de esto llegó el final de Pinto al mando de Colombia, ya que perdió en Bogotá 0-1 ante Uruguay y después fue vapuleado 4-0 por Chile, tras estos dos resultados fue destituido de su cargo como técnico de Colombia.

### Selección de Costa Rica (Segundo ciclo)
A partir de septiembre de 2011 el colombiano Jorge Luis Pinto asumió por segunda vez las riendas de la Sele en reemplazo de La Volpe. Bajo su conducción, la selección cosechó buenos resultados en los amistosos, incluyendo un empate contra el campeón mundial España (2-2) en San José y victorias de visitante contra Venezuela y Gales. El año 2013 comenzó de forma auspiciosa para Costa Rica al ganar en San José el torneo de la Copa Centroamericana 2013 derrotando a Honduras en la final, cobrándose la revancha de lo acontecido en el 2011. Sin embargo la Copa de Oro 2013 ha sido menos halagüeña para Costa Rica, al caer eliminada en cuartos de final ante Honduras, por segunda vez consecutiva. Siempre bajo la batuta de Jorge Luis Pinto y clasificada de forma directa a la tercera ronda de las eliminatorias al Mundial de 2014 en el grupo B, junto con México, El Salvador y Guyana, Costa Rica avanzó de manera satisfactoria a la hexagonal final al cosechar 10 puntos, fruto de tres victorias, ante Guyana (4-0 y 7-0) y El Salvador (1-0 en el Cuscatlán), y un empate 2-2 en San José también ante El Salvador. 
En la hexagonal final, la Selección costarricense tuvo un buen debut el 6 de febrero de 2013 al rescatar un empate en el Rommel Fernández ante Panamá (2-2) después de ir perdiendo 0-2. La segunda jornada fue menos feliz ya que la FIFA obligó a "los ticos" a jugar ante Estados Unidos en Commerce City, bajo condiciones meteorológicas execrables, perdiéndose 0-1. Sin embargo, a partir de marzo, la selección costarricense ha encadenado resultados exitosos (2-0 ante Jamaica, 1-0 ante Honduras, 2-0 ante Panamá y 3-1 ante Estados Unidos, estos cuatro partidos en San José; y un 0-0 en el Azteca ante México) que lo mantuvo provisionalmente en el 1° lugar de la hexagonal. El 10 de septiembre Costa Rica obtuvo un empate 1-1 contra Jamaica lo que, conjugado con el resultado de Honduras, le otorgó su boleto al Mundial de Brasil 2014 con dos fechas de antelación.
Ocho años después, de la mano del entrenador colombiano Jorge Luis Pinto, la selección de Costa Rica clasificó a su cuarto Mundial como segundo en la Hexagonal final de CONCACAF. En el sorteo para determinar los grupos del Mundial de Brasil 2014, integraría el grupo D, bautizado como el "grupo de la muerte", ya que sus rivales serían tres antiguos campeones del mundo: Uruguay, Italia e Inglaterra, siendo estos dos últimos los favoritos del grupo para avanzar a la siguiente fase. 
En el partido inaugural del grupo D, contra el equipo de Uruguay, el equipo de Costa Rica logró un histórico 3-1, para una gran remontada en el segundo tiempo. En su segundo partido, aún con el papel de "cenicienta" del grupo, y gracias a un gran trabajo táctico, el equipo de Costa Rica derrotó a la selección de Italia, por 1-0, clasificándose por segunda ocasión a los octavos de final de una Copa Mundial y, con esta victoria, eliminaba matemáticamente al equipo de Inglaterra. En su último partido del grupo D, se enfrentó a los ingleses, demostrando otro acertado planteamiento táctico, logrando un empate 0-0 y, por primera vez, clasificando como líder de su grupo. 
El 29 de junio de 2014, Costa Rica se enfrentó a Grecia en octavos de final y tras un empate 1-1, obtenido en inferioridad numérica, se clasificó a cuartos de final por primera vez en su historia al superar a su rival en la tanda de penaltis acertando los cinco tiros.
Finalmente, el 5 de julio de 2014, la selección nacional de fútbol de Costa Rica disputó su quinto partido en el torneo enfrentándose a Holanda. Luego de los 90 minutos reglamentarios y tras la prórroga, el partido concluyó 0-0 y fue necesario recurrir otra vez a la tanda de penaltis, en la cual se impusieron los holandeses por 4 a 3. De esta forma, Costa Rica cerró su mejor participación en Copas del Mundo: por primera vez accedió a los cuartos de final, terminó el torneo invicta, anotando 5 goles y encajando solamente 2, ocupando el 8° lugar de la competición.

### Selección de Honduras
El 4 de diciembre de 2014 fue nombrado director técnico de la Selección de fútbol de Honduras en reemplazo de Hernán Medford. Su primer objetivo será clasificar a la Copa de Oro de la Concacaf 2015, a través de un repechaje ante Guayana Francesa. La Selección de Honduras visitaría en el primer juego de este repechaje a Guayana Francesa en la ciudad de Cayena; cayendo derrotada por 3 goles a 1 (Jerry Bengtson) anotó para la Selección de Honduras). El juego de vuelta, que se disputó en el Estadio Olímpico Metropolitano de San Pedro Sula, sería distinto ya que Honduras dominó el juego y se llevó la victoria por 3 a 0 (Global: 4-3) con un doblete de Andy Najar y una anotación de Anthony Lozano. De esta forma, la Selección de Honduras se clasificaba a la Copa de Oro 2015.
Previo a la Copa de Oro 2015, la Selección de Honduras sostendría una serie de 4 juegos amistosos ante El Salvador, Paraguay, Brasil y México. El primero de estos juegos se llevó a cabo en Washington D. C. ante El Salvador y se obtuvo una victoria de 2 goles a 0, luego se visitó a Paraguay en Asunción y el resultado fue un empate a 2 goles, posteriormente Honduras enfrentó a Brasil en Porto Alegre cayendo derrotados por 1 gol a 0, y en el último juego Honduras enfrentó a México en Houston y se obtuvo un empate de 0 a 0.
Honduras debutó en la Copa de Oro 2015 el 7 de julio enfrentando a la anfitriona Estados Unidos en Dallas y se perdió por 2 goles a 1 (Carlos Discua anotó por Honduras). En el segundo partido, Jorge Luis Pinto se enfrentó en Foxborough a su compatriota Hernán Darío Gómez (seleccionador de Panamá); ante los Panas se empató a 1 gol (con anotación de Andy Najar). En el último juego, y con todas las esperanzas de que Honduras ganará el juego y avanzara de ronda, los dirigidos por Pinto no pudieron con una sorpresiva Haití y perdieron el juego por 1-0. Así, la Selección de Honduras se quedó sin las chances de clasificar a los cuartos de final del torneo y el panorama para Pinto como seleccionador de Honduras comenzó a verse cuesta abajo. 
Pinto también dirigió la Selección sub-23 de Honduras en los Juegos Olímpicos de Río de Janeiro 2016 donde firmó los mejores resultados de su historia, tras vencer en cuartos de final 1-0 a Corea del Sur, llegando a semifinales.  El 15 de noviembre de 2017 pierde el repechaje al mundial luego de la derrota en Sídney por 3 a 1 ante Australia. Días después del partido decide renunciar al cargo.

### Tercera etapa en Millonarios

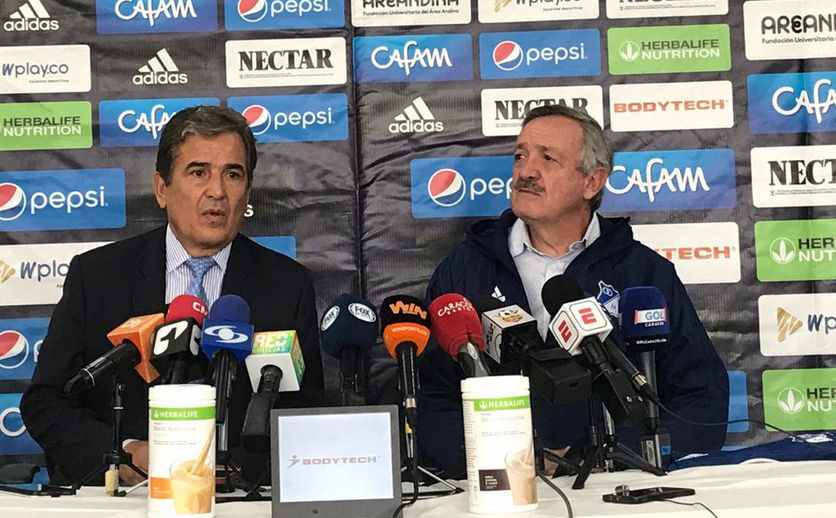
Presentación de Pinto junto al presidente Enrique Camacho Matamoros.

Tras rechazar tentadoras ofertas durante todo el 2018 para dirigir selecciones como la de Ecuador, Panamá, Corea del Norte, Arabia Saudita y Egipto toma la decisión de volver a dirigir en su natal Colombia. El día 13 de noviembre de 2018 se confirma como nuevo entrenador de Millonarios en reemplazo del argentino Miguel Ángel Russo, siendo este su tercer ciclo en el cuadro 'embajador'. Su equipo de trabajo estaría conformado por el preparador físico Gilberto Arenas y el exfutbolista Freddy Rincón.
Empieza su pretemporada entre noviembre y diciembre con una seguidilla de partidos amistosos, ganado 6 encuentros y empatando uno. A inicios de 2019 disputa el Torneo Fox Sports, torneo amistoso disputado en la ciudad de Bogotá. Debuta con victoria ante Atlético Nacional 1-0, luego sufre una derrota ante Santa Fe 3-1, y gana en la última jornada ante el América de Cali 2-1. Se enfrenta en la final al Independiente Santa Fe, al cual vence en tanda de penales 3:4 tras un 0-0 en los 90 minutos.
Dirige su primer partido oficial de la temporada el 27 de enero de 2019 ante Envigado, el cual gana 0-1. Tras 9 fechas de juego, Pinto consigue el mejor arranque de la historia del club desde que se disputan torneos semestrales. Además consigue consolidar al conjunto 'Albi-azul' en el primer puesto de la tabla durante varias fechas consecutivas, terminando la fase de todos contra todos con 39 puntos. En los cuadrangulares queda ubicado en el Grupo A, junto con Deportivo Pasto, América de Cali y Unión Magdalena. A pesar de la buena campaña, termina segundo en los cuadrangulares por detrás del Deportivo Pasto. En Copa Colombia termina la fase de grupos con 16 puntos, 10 goles a favor y 3 en contra, clasificando invicto a octavos de final, en el que es eliminado por el Deportivo Independiente Medellín, al perder 2-1 en Medellín y empatar 2-2 en Bogotá.
En el Torneo Finalización 2019, Millonarios no tuvo el mismo rendimiento, la defensa comenzó a hacer agua y los refuerzos que llegaron al plantel, salvo el costarricense José Guillermo Ortiz, no funcionaron. Sin embargo, se mantuvo en la parte alta de la tabla hasta la décima fecha, cuando perdió 1-0 contra Independiente Santa Fe. A partir de ese momento, el equipo rodó escaleras abajo hasta sentenciar la eliminación.
El 30 de octubre de 2019, Pinto deja el cargo luego de la impensada eliminación de Millonarios de los cuadrangulares semifinales de la liga, tras dos meses en caída libre: del tercer lugar cayó al décimo lugar.

### Selección de fútbol de Emiratos Árabes Unidos
El 25 de julio de 2020 se confirma que firmó el contrato para dirigir al equipo nacional de Emiratos Árabes Unidos con vistas a las eliminatorias hacía Catar 2022. El 30 de noviembre tras dirigir 3 partidos amistosos rescindió su contrato luego de 4 meses en el cargo.

### Deportivo Cali
El 1 de octubre del 2022 es oficializado como nuevo director técnico del Deportivo Cali de la Categoría Primera A de Colombia  y firmando hasta diciembre del 2023. Debutó el 9 de octubre del mismo año en la victoria por 1-0 frente al América de Cali.
El 8 de julio del 2023 el Deportivo Cali comunica oficialmente que se llegó a un acuerdo con Jorge Luis Pinto para finalizar su contrato como director técnico del equipo profesional

## Clubes

#### Como preparador físico
| País     | Club               | Año         | Asistente De                            |
| -------- | ------------------ | ----------- | --------------------------------------- |
| Colombia | Millonarios        | 1972        | Gabriel Ochoa Uribe                     |
| Colombia | Unión Magdalena    | 1977 - 1979 | Francisco Hormazábal Perfecto Rodríguez |
| Colombia | Selección Colombia | 1979        | Blagoje Vidinić                         |
| Colombia | Millonarios        | 1980 - 1981 | José Teixeira                           |

### Como entrenador

#### En clubes
| Millonarios · Colombia          | 1ª              | 1984              | 54   | 22  | 21  | 11  | -  | -  | -  | - | -  | -  | -  | -  | 52   | 22  | 21  | 11  | 55.77% |
| Millonarios · Colombia          | 1ª              | 1985              | 14   | 5   | 5   | 4   | -  | -  | -  | - | 6  | 1  | 2  | 3  | 20   | 6   | 7   | 7   | 41.67% |
| Santa Fe · Colombia             | 1.ª             | 1986-87 y 1991-93 | 150  | 61  | 40  | 49  | -  | -  | -  | - | -  | -  | -  | -  | 150  | 61  | 40  | 49  | 49.56% |
| Santa Fe · Colombia             | Total           | Total             | 150  | 61  | 40  | 49  | 0  | 0  | 0  | 0 | 0  | 0  | 0  | 0  | 150  | 61  | 40  | 49  | 49.56% |
| Unión Magdalena · Colombia      | 1ª              | 1988              | 28   | 2   | 8   | 18  | -  | -  | -  | - | -  | -  | -  | -  | 28   | 2   | 8   | 18  | 16.66% |
| Unión Magdalena · Colombia      | 1ª              | 1989              | 38   | 16  | 11  | 11  | 19 | 11 | 4  | 4 | -  | -  | -  | -  | 57   | 27  | 15  | 15  |        |
| Deportivo Cali · Colombia       | 1.ª             | 1990              | 46   | 17  | 18  | 11  | -  | -  | -  | - | -  | -  | -  | -  | 46   | 17  | 18  | 11  | 50%    |
| Deportivo Cali · Colombia       | 1.ª             | 1991              | 12   | 4   | 5   | 3   | -  | -  | -  | - | -  | -  | -  | -  | 12   | 4   | 5   | 3   | 47.22% |
| Unión Magdalena · Colombia      | 1ª              | 1994              | 46   | 14  | 14  | 18  | -  | -  | -  | - | -  | -  | -  | -  | 46   | 14  | 14  | 18  | 40.57% |
| Unión Magdalena · Colombia      | 1ª              | 1995              | 30   | 8   | 7   | 15  | -  | -  | -  | - | -  | -  | -  | -  | 30   | 8   | 7   | 15  | 34.45% |
| Unión Magdalena · Colombia      | 1ª              | 1995-96           | 54   | 20  | 15  | 19  | -  | -  | -  | - | -  | -  | -  | -  | 54   | 20  | 15  | 19  | 46.3%  |
| Unión Magdalena · Colombia      | 1ª              | 1996              | 20   | 7   | 3   | 10  | -  | -  | -  | - | -  | -  | -  | -  | 20   | 7   | 3   | 10  | 40%    |
| Alianza Lima · Perú             | 1.ª             | 1997              | 26   | 19  | 5   | 2   | -  | -  | -  | - | 6  | 1  | 2  | 3  | 32   | 20  | 7   | 5   | 69.79% |
| Alianza Lima · Perú             | 1.ª             | A-1998            | 22   | 9   | 6   | 7   | -  | -  | -  | - | 8  | 3  | 1  | 4  | 30   | 12  | 7   | 11  | 47.78% |
| Millonarios · Colombia          | 1ª              | 1998              | 35   | 12  | 10  | 13  | -  | -  | -  | - | 8  | 4  | 1  | 3  | 43   | 16  | 11  | 16  | 45.74% |
| Millonarios · Colombia          | 1ª              | 1999              | 22   | 5   | 10  | 7   | -  | -  | -  | - | -  | -  | -  | -  | 22   | 5   | 10  | 7   | 37.88% |
| Alianza Lima · Perú             | 1.ª             | F-1999            | 6    | 4   | 0   | 2   | -  | -  | -  | - | 2  | 1  | 0  | 1  | 8    | 5   | 0   | 3   | 62.5%  |
| Alianza Lima · Perú             | 1.ª             | A-2000            | 18   | 8   | 5   | 5   | -  | -  | -  | - | 6  | 1  | 2  | 3  | 24   | 9   | 7   | 8   | 47.22% |
| Alianza Lima · Perú             | Total           | Total             | 72   | 40  | 16  | 16  | 0  | 0  | 0  | 0 | 22 | 6  | 5  | 11 | 94   | 46  | 21  | 27  | 7.47%  |
| Atlético Bucaramanga · Colombia | 1.ª             | 2001              | 22   | 4   | 10  | 8   | -  | -  | -  | - | -  | -  | -  | -  | 22   | 4   | 10  | 8   | 33.33% |
| Atlético Bucaramanga · Colombia | Total           | Total             | 22   | 4   | 10  | 8   | 0  | 0  | 0  | 0 | 0  | 0  | 0  | 0  | 22   | 4   | 10  | 8   | 33.33% |
| Alajuelense · Costa Rica        | 1.ª             | 2001-02           | 44   | 27  | 10  | 7   |    | -  | -  | - | 6  | 5  | 1  | 0  | 50   | 32  | 11  | 7   | 71.33% |
| Alajuelense · Costa Rica        | 1.ª             | 2002-03           | 44   | 29  | 12  | 3   | -  | -  | -  | - | 6  | 5  | 0  | 1  | 50   | 34  | 12  | 15  | 76%    |
| Alajuelense · Costa Rica        | Total           | Total             | 88   | 56  | 22  | 10  | 0  | 0  | 0  | 0 | 12 | 10 | 1  | 1  | 100  | 66  | 23  | 11  | 73.67% |
| Junior · Colombia               | 1.ª             | 2003              | 24   | 10  | 5   | 9   | -  | -  | -  | - | -  | -  | -  | -  | 24   | 10  | 5   | 9   | 48.61% |
| Junior · Colombia               | 1.ª             | 2004              | 24   | 9   | 9   | 6   | -  | -  | -  | - | -  | -  | -  | -  | 24   | 9   | 9   | 6   | 50%    |
| Cúcuta Deportivo · Colombia     | 1.ª             | 2006              | 50   | 27  | 11  | 12  | -  | -  | -  | - | -  | -  | -  | -  | 50   | 27  | 11  | 12  | 61.33% |
| Cúcuta Deportivo · Colombia     | 1.ª             | 2009              | 42   | 13  | 13  | 16  | 12 | 6  | 4  | 2 | -  | -  | -  | -  | 54   | 19  | 17  | 18  | 43.21% |
| Cúcuta Deportivo · Colombia     | Total           | Total             | 92   | 40  | 24  | 28  | 12 | 6  | 4  | 2 | 0  | 0  | 0  | 0  | 104  | 46  | 28  | 30  | 16.03% |
| El Nacional · Ecuador           | 1.ª             | 2010              | 17   | 3   | 7   | 7   | -  | -  | -  | - | -  | -  | -  | -  | 17   | 3   | 7   | 7   | 31.38% |
| El Nacional · Ecuador           | Total           | Total             | 17   | 3   | 7   | 7   | 0  | 0  | 0  | 0 | 0  | 0  | 0  | 0  | 17   | 3   | 7   | 7   | 31.38% |
| Deportivo Táchira · Venezuela   | 1.ª             | 2010-11           | 36   | 17  | 9   | 10  | 2  | 1  | 0  | 1 | 5  | 0  | 1  | 4  | 43   | 18  | 10  | 15  | 49.61% |
| Deportivo Táchira · Venezuela   | Total           | Total             | 36   | 17  | 9   | 10  | 2  | 1  | 0  | 1 | 5  | 0  | 1  | 4  | 43   | 18  | 10  | 15  | 49.61% |
| Junior · Colombia               | 1.ª             | 2011              | 3    | 1   | 1   | 1   | 8  | 4  | 4  | 0 | -  | -  | -  | -  | 11   | 5   | 5   | 1   | 60.6%  |
| Junior · Colombia               | Total           | Total             | 51   | 20  | 15  | 16  | 8  | 4  | 4  | 0 | 0  | 0  | 0  | 0  | 59   | 24  | 19  | 16  | 51.41% |
| Millonarios · Colombia          | 1ª              | 2019              | 46   | 22  | 12  | 12  | 8  | 5  | 2  | 1 | -  | -  | -  | -  | 54   | 27  | 14  | 13  | 58.64% |
| Millonarios · Colombia          | Total           | Total             | 171  | 66  | 58  | 47  | 8  | 5  | 2  | 1 | 14 | 5  | 3  | 6  | 193  | 76  | 63  | 54  | 50.26% |
| Deportivo Cali · Colombia       | 1.ª             | 2022              | 6    | 2   | 2   | 2   | -  | -  | -  | - | -  | -  | -  | -  | 6    | 2   | 2   | 2   | 44.44% |
| Deportivo Cali · Colombia       | 1.ª             | 2023              | 20   | 5   | 8   | 7   | 4  | 2  | 1  | 1 | -  | -  | -  | -  | 24   | 7   | 9   | 8   | 41.67% |
| Deportivo Cali · Colombia       | Total           | Total             | 84   | 28  | 33  | 23  | 4  | 2  | 1  | 1 | 0  | 0  | 0  | 0  | 88   | 30  | 34  | 25  | 46.97% |
| Unión Magdalena · Colombia      | 2ª              | 2024              | 24   | 14  | 6   | 4   | -  | -  | -  | - | -  | -  | -  | -  | 24   | 14  | 6   | 4   | 66.66% |
| Unión Magdalena · Colombia      | 1ª              | 2025              | 8    | 0   | 4   | 4   | -  | -  | -  | - | -  | -  | -  | -  | 8    | 0   | 4   | 4   | 16.67% |
| Unión Magdalena · Colombia      | Total           | Total             | 248  | 81  | 68  | 99  | 19 | 11 | 4  | 4 | 0  | 0  | 0  | 0  | 267  | 92  | 72  | 103 | 36.95% |
| Total en clubes                 | Total en clubes | Total en clubes   | 1031 | 416 | 302 | 313 | 53 | 29 | 15 | 9 | 53 | 21 | 10 | 22 | 1137 | 466 | 333 | 344 | 50.75% |
| 1. 2.                           |                 |                   |      |     |     |     |    |    |    |   |    |    |    |    |      |     |     |     |        |

#### En selecciones
| Costa Rica           | julio 2004               | abril de 2005            | 15  | 7  | 4  | 4  | 27  | 18  | (+9)  | 55.56% |
| Colombia             | 13 de diciembre de 2006  | 16 de septiembre de 2008 | 27  | 11 | 7  | 9  | 33  | 32  | (+1)  | 49.38% |
| Costa Rica           | 19 de septiembre de 2011 | 5 de julio de 2014       | 52  | 24 | 14 | 14 | 60  | 41  | (+19) | 55.12% |
| Honduras             | 4 de diciembre de 2014   | 15 de noviembre de 2017  | 53  | 19 | 15 | 19 | 66  | 62  | (+4)  | 45.28% |
| Honduras Olímpica    | 2 de octubre de 2015     | 20 de agosto de 2016     | 11  | 5  | 1  | 5  | 14  | 18  | (-4)  | 48.48% |
| Emiratos Árabes      | 25 de julio de 2020      | 30 de noviembre de 2020  | 3   | 1  | 0  | 2  | 7   | 5   | (+2)  | 33.33% |
| Total en Selecciones | Total en Selecciones     | Total en Selecciones     | 161 | 67 | 41 | 53 | 207 | 176 | (+31) | 50.1%  |

## Palmarés

### Campeonatos nacionales
| Título                     | Club              | País       | Año       |
| -------------------------- | ----------------- | ---------- | --------- |
| Campeonato Descentralizado | Alianza Lima      | Perú       | 1997      |
| Torneo Clausura            | Alianza Lima      | Perú       | 1999      |
| Campeonato Costarricense   | Alajuelense       | Costa Rica | 2001-2002 |
| Campeonato Costarricense   | Alajuelense       | Costa Rica | 2002-2003 |
| Torneo Finalización        | Cúcuta Deportivo  | Colombia   | 2006      |
| Torneo Apertura            | Deportivo Táchira | Venezuela  | 2010      |
| Campeonato Venezolano      | Deportivo Táchira | Venezuela  | 2011      |
| Categoría Primera B        | Unión Magdalena   | Colombia   | 2024      |

### Campeonatos internacionales

#### Clubes
| Título                       | Club        | País       | Año  |
| ---------------------------- | ----------- | ---------- | ---- |
| Copa Interclubes de la UNCAF | Alajuelense | Costa Rica | 2002 |

#### Selecciones nacionales
| Título               | Selección nacional | Sede       | Año  |
| -------------------- | ------------------ | ---------- | ---- |
| Copa Centroamericana | Costa Rica         | Guatemala  | 2005 |
| Copa Centroamericana | Costa Rica         | Costa Rica | 2013 |
| Copa Centroamericana | Honduras           | Panamá     | 2017 |

### Distinciones individuales
| Distinción                                                       | Año  |
| ---------------------------------------------------------------- | ---- |
| Mejor entrenador de la Concacaf                                  | 2014 |
| Quinto mejor entrenador del mundo                                | 2014 |
| Segundo mejor entrenador de América (superado por Diego Simeone) | 2014 |